# أثر رينجلمان

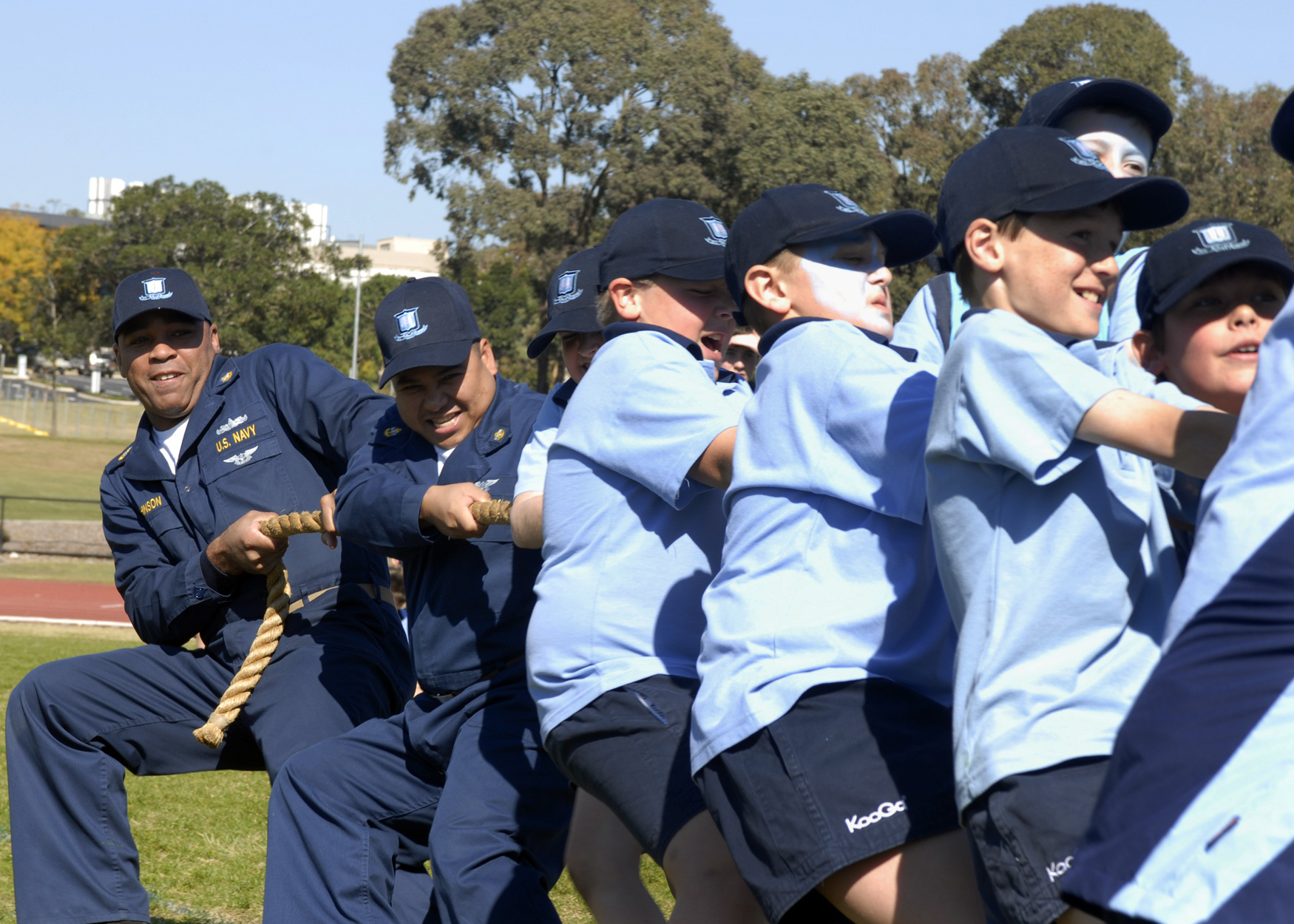
غالبًا ما تستخدم لعبة شد الحبل كتوضيح لتأثير رينجلمان. كلما زاد عدد الأشخاص الذين ينخرطون في مهمة ما، ينخفض متوسط أدائهم، ويميل كل مشارك إلى الشعور بأن جهوده ليست ذات أهمية.

تأثير رينجلمان هو ميل الأفراد في أية جماعة لأن يكونوا أقل إنتاجية مع تزايد حجم هذه الجماعة. يوضح هذا الأثر، الذي اكتشفه المهندس الزراعي الفرنسي، ماكسيميلين رينجلمان (1861-1931)، العلاقة العكسية بين حجم الجماعة وحجم مساهمة أفرادها في إتمام مهمة ما. فعند دراسة رينجلمان (1913) للعلاقة بين الخسارة في العمليات (أي التراجع في فاعلية أو كفاءة الأداء) وإنتاجية الجماعة، توصل إلى أن تعاون أفراد الجماعة معًا في تنفيذ مهمة ما (مثل، سحب أحد الحبال) يؤدي في الواقع إلى مجهود أقل بكثير عند عمل كل فرد منهم على حدة. توصل رينجلمان (1913) أيضًا إلى أنه مع زيادة عدد الأفراد في جماعة ما، تتراجع كفاءة هذه الجماعة مع الوقت، ما ينتهك في النهاية مفهوم أن جهود مجموعة من الأفراد ومشاركة أعضاء الفريق تؤدي على نحو موثوق فيه إلى تزايد جهود الأفراد.

### فقد الحافز
فقد الحافز، أو ما يعرف بـالتبطل الاجتماعي، هو النقص في الجهد الفردي المبذول الذي يُلاحَظ عندما يعمل الأفراد في جماعات على عكس الحال عند عملهم وحدهم (ويليام، وهاركين، ولاتانيه، 1981). ووفقًا لرينجلمان، ينزع أفراد الجماعات للاعتماد على زملائهم في العمل أو غيرهم من أعضاء الجماعة في بذل الجهد اللازم لأداء مهمة مشتركة. ورغم أن أفراد الجماعة يؤمنون بوجه عام بأنهم يساهمون بأقصى قدراتهم عندما يُطلَب منهم ذلك، فإن الأدلة تشير إلى أنهم يظهرون تبطلاً، حتى عندما لا يعون أنهم يفعلون ذلك (كاراو وويليام، 1993). ولخفض مستوى التبطل الاجتماعي في الجماعة، عرضت المؤلفات التي تتناول التيسير الاجتماعي العديد من الحلول لتحقيق ذلك. ومن بين هذه الحلول:
- زيادة إمكانية التميز: عندما يشعر الناس باحتمالية أكبر في تميز أفكارهم أو نتائجهم (كأن تكون، مثلاً، عرضة للتقييم)، يكون لديهم الحافز لبذل المزيد من الجهود في أداء مهمة جماعية (هاركينز وجاكسون، 1985).[5] وذلك لأن الناس يهتمون بتقييم الآخرين لهم (الخوف من التقييم) عندما تكون المهمة سهلة وفردية، ما يؤدي إلى زيادة الإنتاجية من خلال التيسير الاجتماعي. للسبب نفسه، عندما تسمح مهمة ما لأعضاء الجماعة بأن يكونوا مجهولين (أي ألا يظهروا وسط تفاعلات الجماعة، ويشاركون بأساليب غير واضحة)، يشعر هؤلاء الأفراد بضغط أقل فيما يتعلق بتعرضهم للتقييم من قِبل الآخرين، الأمر الذي يسفر بدوره عن تبطل اجتماعي وتراجع في الإنتاجية بالمهمة الجماعية (فورسيث، 2006).
- الحد من الانتفاع المجاني: يفشل عادةً الأفراد الذين يظهرون تبطلاً اجتماعيًا في تحقيق المساهمة القياسية، ويرجع ذلك لإيمانهم بأن غيرهم سيعوضون إهمالهم. ومن ثم، يجب إشعار الأفراد بأنهم لا غنى عنهم في الجماعة. وبزيادة الأهمية المُدرَكة للأدوار الشخصية داخل الجماعة، يميل الأفراد لبذل جهد أكبر في العمل لتحقيق أهداف الجماعة (كير وبرون، 1983).[6] ويمكن تحقيق أثر مماثل عن طريق تقليل حجم الجماعة؛ لأنه مع تناقص حجم الجماعة، يصير دور كل فرد بها أكثر أهمية مع تناقص فرص التبطل (فورسيث، 2006).
- تحديد الأهداف: يرى هاركينز وشيمانسكي (1989) أن الجماعات التي تحدد أهدافًا واضحة وصريحة تتفوق في أدائها على الجماعات التي فقدت رؤيتها لأهدافها.[7] ومن المُعتقَد أن الأهداف الواضحة تحفز مجموعة من العمليات المدعمة للإنتاج، مثل تزايد الالتزام نحو الجماعة، ومراقبة الجودة والتخطيط الدقيق لعمل الجماعة، وزيادة الجهود المبذولة (ويلدون، وجين، وبرادان، 1991).[8] ويمكن تحقيق أثر مماثل عن طريق تقليل حجم الجماعة؛ لأنه مع تناقص حجم الجماعة، يصير دور كل فرد بها أكثر أهمية مع تناقص فرص التبطل (فورسيث، 2006). وإلى جانب الوضوح، من المهم أن تشكل أهداف الجماعة تحديًا. ويرجع ذلك إلى أن المهام السهلة لا تحتم على الجماعة إتمامها، ومن ثم تقدم فرصة لأفرادها بالتبطل، أما الأهداف الصعبة فتحقيقها يتطلب التعاون الكامل بين جميع أفراد الجماعة (فورسيث، 2006). على سبيل المثال، ما من حاجة لتكوين جماعة للإجابة عن سؤال «ما ناتج 2+2؟». وإذا تشكلت جماعة للإجابة عن ذلك، فلن يتطلب ذلك سوى عمل فرد واحد بها فحسب. على النقيض من ذلك، قد يتحتم على جماعة ما إتمام مهام رياضية أساسية، لكن من الواضح أن هذا الهدف أكثر صعوبة ويتطلب مساهمة من جميع أعضاء الجماعة (فورسيث، 2006).
- زيادة المشاركة: من الخيارات الأخرى للحد من التبطل الاجتماعي زيادة مشاركة أفراد الجماعات في المهمة أو الهدف المراد. ويمكن تحقيق ذلك من خلال تحويل المهمة إلى منافسة ودية بين أفراد الجماعة، أو ربطها بمكافآت أو عقوبات استنادًا إلى أداء الجماعة ككل (فورسيث، 2006). وعلى نحو مماثل، يمكن أيضًا الحيلولة دون حدوث تبطل عن طريق إقناع أعضاء الجماعة بأن الهدف المراد مهم، لكن زملاءهم ليس لديهم الحافز لتحقيقه؛ وذلك في إطار عملية تُسمَى التعويض الاجتماعي (فورسيث، 2006).

### فقد التنسيق
عند اجتماع الأفراد في إطار جماعات لأداء مهمة ما، يعتمد أداؤهم على مواردهم الفردية (مثل المواهب والمهارات والمجهودات)، وعمليات التعاون المتعددة للعمل داخل الجماعة. فحتى إذا كان أعضاء الجماعة يمتلكون القدرات والخبرات اللازمة لإتمام المهمة الموكلة إليهم، فقد يفشلون في تنسيق جهودهم على نحو مثمر. على سبيل المثال، يشعر مشجعو الهوكي أن فريقهم يتمتع بأفضل فرص الفوز بالبطولة إذا ضم تشكيل الفريق جميع اللاعبين النجوم. لكن الحقيقة أنه إذا لم يتمكن أفراد الفريق من مزامنة أفعالهم بفعالية أثناء اللعب، فسيتأثر أداء الفريق ككل سلبيًا. ووفقًا لشتينر (1972)، تكمن مشكلات التنسيق بين أفراد الجماعات في متطلبات المهام المراد تنفيذها. إذا كانت المهمة عبارة عن وحدة واحدة (أي لا يمكن تقسيمها إلى مهام ثانوية على أفرادها)، وتتطلب تحقيق أعلى مستوى من النتائج للنجاح (أي أعلى معدل لكمية الإنتاج)، وتستلزم الاعتماد المتبادل بين أفراد الفريق للوصول إلى ناتج جماعي، فسيعتمد الأداء المحتمل للجماعة على قدرات أعضائها على التنسيق فيما بينهم.

## دعم التجارب
ساعدت الأبحاث اللاحقة في تعزيز تطوير نظرية أثر رينجلمان. ومن أهم ما تم التوصل إليه في هذا المجال اكتشاف إنجام، وليفنجر، وجريفز، وبيكهام (1974) أن أعضاء الجماعات يستمرون في إظهار تناقص في قوة جذب الحبل، حتى بعد وضعهم في جماعات وهمية (وهي جماعات مكونة من أشخاص متحالفين مع مَن يجرون الدراسة، ومشارك واحد حقيقي). وفي الدراسة التي أجراها إنجام وآخرون (1974)، طلبوا من المتحالفين التظاهر بأنهم يسحبون حبلاً عن طريق الإيهام ببذل الجهد، مما يوحي للمشارك الحقيقي بأن جميع أعضاء الفريق يعملون معًا. المثير للاهتمام هنا أنه نظرًا لعدم وجود تنسيق فعلي بين المشارك والمتحالفين (فهم لم يشاركوا بدنيًا في جذب الحبل بالفعل)، فلا يمكن إرجاع السبب في نقص الجهد إلى سوء التواصل. ومن ثم، دعم إنجام وآخرون (1974) فكرة أن فقد الحافز يحدد إلى حد كبير تراجع أداء الفرد عندما يكون عضوًا في جماعة.